# Michaił Listengurt
Michaił Aleksandrowicz Listengurt (ros. Михаил Александрович Листенгурт, ur. 1903 w Odessie, zm. 22 lutego 1939) – funkcjonariusz radzieckich służb specjalnych, major bezpieczeństwa państwowego.

## Życiorys
Od 1929 w WKP(b), funkcjonariusz Pełnomocnego Przedstawicielstwa OGPU Kraju Północnokaukaskiego, starszy pełnomocnik Wydziału Zagranicznego Kontrwywiadu, od 1931 szef oddziału Wydziału Kontrwywiadu, później szef Wydziału Zagranicznego. Od 1934 pomocnik szefa Wydziału Specjalnego, od lipca 1934 pomocnik szefa Wydziału Specjalnego Zarządu Bezpieczeństwa Państwowego (UGB) Zarządu NKWD Kraju Północnokaukaskiego, od 1935 zastępca szefa Wydziału Tajno-Politycznego UGB Zarządu NKWD Kraju Azowsko-Czarnomorskiego. Od sierpnia 1936 szef oddziału Wydziału Tajno-Politycznego Głównego Zarządu Bezpieczeństwa Państwowego, od czerwca 1937 pomocnik szefa Wydziału 5 Specjalnego Głównego Zarządu Bezpieczeństwa Państwowego, od lutego 1938 p.o. szefa Wydziału 5 Głównego Zarządu Bezpieczeństwa Państwowego, od czerwca 1938 zastępca szefa Wydziału 3 (Kontrwywiadowczego) Zarządu 1 Głównego Zarządu Bezpieczeństwa Państwowego, od 1938 major bezpieczeństwa państwowego. Odznaczony Orderem Czerwonego Sztandaru.
25 października 1938 aresztowany, 22 lutego 1939 skazany na śmierć przez Kolegium Wojskowe Sądu Najwyższego ZSRR i rozstrzelany.